# Ábaco Central
Ábaco Central (en inglés: Central Abaco) es uno de los 32 distritos de las Bahamas. Está situado sobre las Islas Ábaco.

## Geografía
El distrito es sede de la localidad más grande en las islas Ábacos, Marsh Harbour, la cual es el pulmón comercial del archipiélago.
Sus localidades de mayor relevancia son: 
- Little Harbour
- Lake City
- Spring City
- Marsh Harbour
- Dundas Town

La sede del gobierno del distrito se encuentra en Marsh Harbour.
- Datos: Q2525371